# Przemysław (Lubusz)
Pour les articles homonymes, voir Przemysław.
Przemysław (prononciation : [pʂɛˈmɨswaf]) est un village polonais de la gmina de Krzeszyce dans le powiat de Sulęcin de la voïvodie de Lubusz dans l'ouest de la Pologne.
Il se situe à environ 21 kilomètres au nord-ouest de Sulęcin (siège du powiat) et 23 kilomètres au sud-ouest de Gorzów Wielkopolski (capitale de la voïvodie).
Le village compte approximativement une population de 280 habitants.

## Histoire
Après la Seconde Guerre mondiale, avec la mise en œuvre de la ligne Oder-Neisse, le village est intégré à la République populaire de Pologne. La population d'origine allemande est expulsée et remplacée par des polonais.
De 1975 à 1998, le village appartenait administrativement à la voïvodie de Gorzów.

Depuis 1999, il appartient administrativement à la voïvodie de Lubusz.